# TBWA Stockholm
TBWA Stockholm (organisationsnummer 556673-7549) är en svensk reklambyrå som ingår i nätverket TBWA Worldwide.

## Historik

### TBWA Stockholm (1997)
TBWA startade en Stockholmsbyrå tillsammans med Frank Hollingworth och Sunit Mehrotra i oktober 1994. När TBWA ville köpa byrån 1997 tackade Hollingworth och Mehrotra nej och valde att lämna samarbetet. Den gamla byrån bytte namn till HollingworthMehrotra. TBWA startade istället en ny byrå i Stockholm som hette Q-TBWA. Q-TBWA blev snart TBWA Stockholm. Bland grundarna och delägarna fanns Anna Qvennerstedt, Patrik Sehlstedt och Johan Almquist.
TBWA Stockholm gick med vinst efter några år. Sitt första guldägg fick byrån år 1999 för en kampanj för BRIS. Senare vann byrån ytterligare guldägg, främst för samhällsinformation och Apoteket AB. TBWA Stockholm var Apotekets reklambyrå 2002–2006. Man var även SJ AB:s reklambyrå 2002–2004 och skapade då kampanjer som byggde på temat "Användbar stund".
Medgrundaren Johan Almquist var vd från starten fram till 2004 när han fick en högre position inom TBWA-nätverket och Claes Kjellström och Gustaf Sehlstedt tog över byrån i Stockholm.
Under 2004 och 2005 började nyckelpersoner och grundare lämna byrån. Exempelvis hoppade Gustaf Sehlstedt och Claes Kjellström av för att starta byrån Le Bureau, som senare plockade personal från TBWA. Avhoppen ledde till ekonomiska problem.

### Waters Widgren
År 2005 grundades byrån Waters Widgren av Johan Nilsson, Robert Schelin, Carl Widgren, Carl Dalin och Patrick Waters. Alla fem hade tidigare arbetat på Lowe Brindfors. Grundbulten blev att man fick Oddsets reklamuppdrag.
År 2007 blev TBWA huvudägare i Waters Widgren som köpte gamla TBWA Stockholm.
Efter några år släpptes namnet Waters Widgren och byrån bytte namn till TBWA Stockholm.
Medgrundaren Robert Schelin var vd fram till 2013 när Kalle Widgren blev vd. Schelin fortsatte som kundansvarig, men lämnade byrån år 2018.

## Kunder
Bland TBWA Stockholms kunder (efter 2005) finns:
- Keno, 2009[22]–2013[23].
- Svensk Adressändring. TBWA vann ett guldägg år 2013 för en film för Svensk Adressädnring.[24]
- SJ AB, åter från 2014[25].
- Scania, global byrå från 2015.[26]
- K-rauta, från 2015.[27]
- God Morgon Juice, från 2017[28].

## Källhänvisningar
1. ↑  Frank Hollingworth: Efter ett mörkt år börjar byråledaren se ljuset, Resumé, 30 mars 2018
2. ↑  REKLAMTEMA: Det stora reklamnätet, Affärsvärlden, 7 maj 1997
3. ↑  Guldäggsvinnare 90-talet Arkiverad 2 oktober 2019 hämtat från the Wayback Machine., Kommbloggen
4. ↑  Åke vann både Lotto och Guldägg, Dagens Nyheter, 23 april 1999
5. ↑  Guldäggsvinnare 00-talet Arkiverad 29 mars 2019 hämtat från the Wayback Machine., Kommbloggen
6. ↑  Apoteket väljer TBWA, Resumé, 20 augusti 2002
7. ↑  Apotekets nya byrå, Resumé, 7 april 2006
8. ↑  SJ väljer TBWA, Dagens Media, 23 januari 2002
9. ↑  SJ byter TBWA till King, Resumé, 21 januari 2004
10. ↑  SJ byter ut "den inre resan", Resumé, 25 juni 2003
11. ↑  Dubbla ledare tar över på TBWA, Resumé, 27 maj 2004
12. ↑  Fler delägare lämnar TBWA, Resumé, 27 januari 2005
13. ↑  "Vi längtade efter att flyga själva", Dagens Nyheter, 14 februari 2006
14. ↑  Stjärnduo lämnar TBWA - går till nystartade Le Bureau, Resumé, 4 januari 2006
15. ↑  Avtalsmiss sänker TBWA, Resumé, 19 januari 2006
16. ↑  TBWA:s vd: "Jag slutar", Resumé, 1 februari 2006
17. ↑  Svenska Spel lämnar Brindfors, Resumé, 21 februari 2005
18. ↑  TBWA köper Waters Widgren, Resumé, 17 oktober 2007
19. ↑  Patrick Waters lämnar TBWA, Resumé, 12 oktober 2011
20. ↑  TBWA söker ny vd, Resumé, 6 februari 2013
21. ↑  Delägare lämnar TBWA: ”Reklambranschens kortsiktighet har alltid frustrerat mig”, Resumé, 5 februari 2018
22. ↑  Kenogubbarna sitter inte säkert i solstolarna, Dagens Nyheter, 6 november 2009
23. ↑  King och DDB tar hem Svenska Spel, Resumé, 14 juni 2013
24. ↑  Kärlek ger guld till TBWA, Dagens Media, 25 april 2013
25. ↑  SJ bryter med King – väljer TBWA, Dagens Media, 21 mars 2014
26. ↑  TBWA:s nya storuppdrag – blir global reklambyrå för Scania, Resumé, 25 juni 2015
27. ↑  K-rauta byter byråer - ser över Jarmo-reklamen, Resumé, 26 oktober 2015
28. ↑  TBWA hade ett skiftande 2017, Resumé, 23 augusti 2018